# Manuel Mendizábal de Sagastume
Manuel Mendizábal de Sagastume (Tolosa, 9 de septiembre de 1817-Madrid, 29 de agosto de 1896) fue un pianista, compositor y profesor de música español.

## Biografía
Nació en la localidad guipuzcoana de Tolosa y, tras estudiar en Elgóibar, fue matriculado en 1844 como alumno del Conservatorio de Música de Madrid, en las clases de piano, que cursó hasta marzo de 1847, y composición, hasta marzo del año anterior. En marzo de 1857, fue nombrado maestro de número del citado conservatorio con un sueldo de ocho mil pesetas que se le fue aumentando con los años de servicio. Entre los alumnos que tuvo en aquella institución se cuentan Elvira Cebrián Plo, José María Echeverría y Urruzola, Antonio Trueba y Aguinagalde, Antonia Merlo de la Vega, Pilar Morente y González, Manuela Esteban y Amorós, Domingo Franco y Martínez, Rafael Aceves y Lozano, Sofía Alegre, Elena de Quintanilla y Fábregas, Teotiste Urrutia, Rosa Izquierdo y González, Adela Muñoz del Monte y Justiz, Antonio Sos, Cleto Zabala y Arambarri, José Pérez e Irache, Aurora Maffei y Gómez, Enrique Pérez y Menéndez, Encarnación Jiménez y Calbacho, Francisco Jiménez y Delgado, Manuel Fernández y Grajal, Pablo Miguel de Perlado, Amalia de Benito y Alonso, Francisco Javier Jiménez y Delgado, Luisa Chicote y Casaña, Marina Espinosa y Obis, Santiago Ramírez e Iturria, Santiago Arrillaga y Ansola, Ángel López y Martínez, Ramón Garmendia y Aristimuño, Juana Pérez y Vallejo, Leonardo Moyna y Alzaga, Joaquina Pozo y Martínez, Ángel Rubio y Laynez, Julia Gómez y Pizá, Rufino Bidaola y Ledesma, Concepción Padilla y Rueda, Cristina Lácar y Goicoechea, Manuela Granados, Consuelo Romero y Chinestra, Pilar Vázquez Aldana y Bosch y las hermanas Ana y Luisa Posada y Torre. Tuvo, además, otros particulares. Falleció en Madrid en 1896. Su hermano Ramón también se dedicó a la música y fue tenor cantante de teatro.